# Acanthurus maculiceps
Acanthurus maculiceps е вид лъчеперка от семейство Acanthuridae. Видът е незастрашен от изчезване.

## Разпространение и местообитание
Разпространен е в Австралия (Ашмор и Картие), Американска Самоа, Гуам, Източен Тимор, Индонезия, Кирибати (Гилбъртови острови и Феникс), Кокосови острови, Малайзия, Малдиви, Малки далечни острови на САЩ (Остров Бейкър и Хауленд), Маршалови острови, Микронезия, Науру, Остров Рождество, Палау, Папуа Нова Гвинея, Провинции в КНР, Самоа, Северни Мариански острови, Соломонови острови, Тайван, Токелау, Тувалу, Уолис и Футуна, Филипини и Япония.
Среща се на дълбочина от 1 до 15 m, при температура на водата от 25 до 29,3 °C и соленост 34,3 – 35,3 ‰.

## Описание
На дължина достигат до 40 cm.